# Saint-Louis, Guadeloupe
Saint-Louis (franskt uttal: [sɛ̃ lwi]
 ( lyssna)) är en kommun i det franska utomeuropeiska departementet Guadeloupe i Västindien. Kommunen ligger i kantonen Marie-Galante som ligger i arrondissementet Pointe-à-Pitre. År 2022 hade Saint-Louis 2 594 invånare.

## Befolkningsutveckling
| Befolkningsutvecklingen i Saint-Louis 1990–2021 | Befolkningsutvecklingen i Saint-Louis 1990–2021 | Befolkningsutvecklingen i Saint-Louis 1990–2021 | Befolkningsutvecklingen i Saint-Louis 1990–2021 | Befolkningsutvecklingen i Saint-Louis 1990–2021 |
| ----------------------------------------------- | ----------------------------------------------- | ----------------------------------------------- | ----------------------------------------------- | ----------------------------------------------- |
|                                                 |                                                 |                                                 |                                                 |                                                 |
| År                                              |                                                 |                                                 | Folkmängd                                       |                                                 |
| 1990                                            | 1990                                            |                                                 | 3 404                                           |                                                 |
| 1999                                            | 1999                                            |                                                 | 2 995                                           |                                                 |
| 2007                                            | 2007                                            |                                                 | 2 810                                           |                                                 |
| 2015                                            | 2015                                            |                                                 | 2 477                                           |                                                 |
| 2021                                            | 2021                                            |                                                 | 2 528                                           |                                                 |